# 北山宏光
北山 宏光（きたやま ひろみつ、1985年〈昭和60年〉9月17日 - ）は、日本の歌手、俳優、タレント。男性アイドルグループ・Kis-My-Ft2の元メンバー。愛称は、みっくん、みったん、キタミツ。
神奈川県出身。TOBE所属。

## 来歴
サッカー推薦で堀越高等学校（一般コース）に入学。入学式に金髪で出席した山下智久を見て初めて同級生だったことを知り、積極的にコミュニケーションをとった。そこでジャニーズ事務所に興味をもち、2002年5月3日に自らも入所。ダンスも高校生の時から習い始める。2004年に高校を卒業、同年4月、Kis-My-Ft.としての活動を始める。
2005年7月より、Kis-My-Ft2のメンバーとして活動開始。
2006年8月、期間限定ユニット・Kitty GYMのメンバーとして女子バレーボール・ワールドグランプリ2006のスペシャルサポーターを務めた。
2008年3月、亜細亜大学経営学部経営学科を卒業。
2011年1月、『美咲ナンバーワン!!』（日本テレビ系列）でドラマ初出演。
8月10日、Kis-My-Ft2の1stシングル「Everybody Go」でCDデビューを果たす。11月には『美男ですね』で舞台初主演をつとめた。
2012年7月、『J'J Kis-My-Ft2 北山宏光 ひとりぼっちインド横断 バックパックの旅』（日本テレビ系列）で初単独冠番組を持つ。
2019年2月15日、映画『トラさん〜僕が猫になったワケ〜』で映画初出演にして初主演。
2020年8月、『24時間テレビ 「愛は地球を救う」』（日本テレビ系列）にてメインパーソナリティーを務めた。
2023年8月31日付でKis-My-Ft2を卒業し、ジャニーズ事務所を退所した。
2023年9月17日、元ジャニーズ事務所副社長の滝沢秀明が退社後に設立した芸能事務所・TOBEへの合流を発表した。同年11月17日、初のデジタル楽曲『乱心-RANSHIN-』を配信しソロデビューした。

## 人物
先輩にも臆することなく誰に対しても社交的。事務所の先輩である関ジャニ∞の大倉忠義とは同い年ということもあり仲が良く、2015年末のジャニーズカウントダウンライブではファンからの投票による「初夢2ショット」で第1位の滝沢秀明と渋谷すばるに次ぐ第2位となった。また、Kis-My-Ft2のバックダンサーをデビュー前のSexy Zoneが担当していた時に会話し、興味があることが似ていたことをきっかけに、佐藤勝利とはプライベートで一緒に海外旅行に行くほど仲が良い。
2020年9月16日放送分の『バナナサンド』（TBS系列）に出演した際に、自身がKis-My-Ft2結成前にNEWSのメンバーの候補に選ばれ、レコーディングにも参加したものの、最終的に落選したことを明かした。
2021年9月30日放送の『プレバト!!』（毎日放送・TBS系列）の名人・特待生だけの俳句タイトル戦において、唯一特待生からの初優勝を果たした。

## ディスコグラフィ
レーベルはTOBE MUSIC。

### シングル

#### CDシングル
|     | 発売日        | タイトル             | 販売形態        | 販売形態   | 規格品盤  |
| --- | ------------- | -------------------- | --------------- | ---------- | --------- |
| 1st | 2024年1月31日 | 乱心 -RANSHIN-/JOKER | 初回生産限定盤A | CD+Blu-ray | TBCT0717X |
| 1st | 2024年1月31日 | 乱心 -RANSHIN-/JOKER | 初回生産限定盤B | CD+Blu-ray | TBCT0718X |
| 1st | 2024年1月31日 | 乱心 -RANSHIN-/JOKER | 通常盤          | CD         | TBCT0719  |
| 2nd | 2024年4月5日  | BET/THE BEAST        | 初回生産限定盤A | CD+Blu-ray | TBCT0726X |
| 2nd | 2024年4月5日  | BET/THE BEAST        | 初回生産限定盤B | CD+Blu-ray | TBCT0727X |
| 2nd | 2024年4月5日  | BET/THE BEAST        | 通常盤          | CD         | TBCT0728  |
| 3rd | 2025年2月3日  | Just Like That       | 初回生産限定盤A | CD+Blu-ray | TBCT0747X |
| 3rd | 2025年2月3日  | Just Like That       | 初回生産限定盤B | CD+Blu-ray | TBCT0748X |
| 3rd | 2025年2月3日  | Just Like That       | 通常盤          | CD         | TBCT0749  |

#### 配信シングル
|     | 発売日         | タイトル       | 規格                   | 初収録アルバム |
| --- | -------------- | -------------- | ---------------------- | -------------- |
| 1st | 2023年11月17日 | 乱心 -RANSHIN- | デジタル・ダウンロード | ZOO            |
| 2nd | 2023年12月22日 | JOKER          | デジタル・ダウンロード | ZOO            |
| 3rd | 2024年2月23日  | BET            | デジタル・ダウンロード | ZOO            |
| 4th | 2024年9月7日   | Just Like That | デジタル・ダウンロード | 波紋-HAMON-    |

### デジタルEP
|     | 発売日       | タイトル                         |
| --- | ------------ | -------------------------------- |
| 1st | 2025年2月3日 | Just Like That -Special Edition- |

### アルバム
|     | 発売日        | タイトル    | 形態            | 形態       | 規格      |
| --- | ------------- | ----------- | --------------- | ---------- | --------- |
| 1st | 2024年8月26日 | ZOO         | 初回生産限定盤A | CD+Blu-ray | TBCT0738  |
| 1st | 2024年8月26日 | ZOO         | 初回生産限定盤B | CD+Blu-ray | TBCT0739  |
| 1st | 2024年8月26日 | ZOO         | 通常盤          | CD         | TBCT0740  |
| 2nd | 2025年6月16日 | 波紋-HAMON- | 初回生産限定盤A | CD+Blu-ray | TBCT0755X |
| 2nd | 2025年6月16日 | 波紋-HAMON- | 初回生産限定盤B | CD+GOODS   | TBCT0756  |
| 2nd | 2025年6月16日 | 波紋-HAMON- | 通常盤          | CD         | TBCT0757  |

### ミュージック・ビデオ
| 年   | タイトル       | リンク     | 監督 | 備考 |
| ---- | -------------- | ---------- | ---- | ---- |
| 2023 | 乱心 -RANSHIN- | [ 動画 1 ] |      |      |
| 2023 | JOKER          | [ 動画 2 ] |      |      |
| 2024 | BET            | [ 動画 3 ] |      |      |
| 2024 | THE BEAST      | [ 動画 4 ] |      |      |
| 2024 | COMIC          | [ 動画 5 ] |      |      |
| 2024 | Just Like That | [ 動画 6 ] |      |      |
| 2025 | OMG!!          | [ 動画 7 ] |      |      |
| 2025 | 波紋-HAMON-    | [ 動画 8 ] |      |      |

### 参加作品
- to HEROes「Be on Your side」（2024年）[31]
- 今市隆二アルバム『R』収録「REALLY LOVE feat. HIROMITSU KITAYAMA」（2024年）[32]

### その他
※HusiQ.K=北山宏光

#### ソロ曲
| 曲名               | 作詞                  | 作曲                                 | JASRAC 作品コード | JASRAC 名義         | 収録 |
| ------------------ | --------------------- | ------------------------------------ | ----------------- | ------------------- | --- |
| 『蛹』             | HusiQ.K 飯岡隆志      | 飯岡隆志                             | 184-1950-0        | 北山宏光 Kis-My-Ft2 | アルバム『Kis-My-1st』 |
| Give me...         | HusiQ.K               | Fredrik Samsson MiNE Atsushi Shimada | 1E3-3800-2        | Kis-My-Ft2          | アルバム『Goodいくぜ!』 |
| ROCK U             | HusiQ.K 白井裕紀      | 尾飛良幸                             | 178-5321-4        | 北山宏光 Kis-My-Ft2 | アルバム『Goodいくぜ!』〈初回生産限定 Kis-My-Zero盤〉特典CD『Kis-My-Zero3』                                                                |
| FORM               | HusiQ.K               | HusiQ.K                              | 201-9912-1        | 北山宏光 Kis-My-Ft2 | アルバム『Kis-My-Journey』 北山宏光ソロアルバム『ZOO』〈通常盤〉 - 再録版                                                                  |
| 今ナニヲ想ウノ     | HusiQ.K               | HusiQ.K                              | 178-5322-2        | Kis-My-Ft2          | アルバム『I SCREAM』〈完全生産限定 4cups盤〉                                                                                               |
| 優しい雨           | HusiQ.K               | HusiQ.K                              | 227-3554-2        | 北山宏光 Kis-My-Ft2 | アルバム『MUSIC COLOSSEUM』〈通常盤〉 |
| カ・ク・シ・ゴ・ト | HusiQ.K               | HusiQ.K                              | 236-4924-1        | 北山宏光 Kis-My-Ft2 | アルバム『Yummy!!』〈通常盤〉 |
| DON'T WANNA DIE    | I Don't Like Mondays. | I Don't Like Mondays.                | 245-2815-3        | Kis-My-Ft2          | アルバム『FREE HUGS!』〈通常盤〉 北山宏光ソロシングル『Just Like That』 - 再録版                                                           |
| 灰になる前に       | (sic)boy              | (sic)boy KM                          | 263-2488-1        | 北山宏光 Kis-My-Ft2 | ライブDVD/Blu-ray『LIVE TOUR 2021 HOME』〈通常盤〉特典CD『Kis-My-Ft2 10th Anniversary Extra CD』 シングル『Fear/SO BLUE』〈初回盤A〉（PV） |
| チカラ             | 近藤ナツコ            | STEVEN LEE CARBONE JOEY              | 135-3848-9        | Kis-My-Ft2          | ライブDVD/Blu-ray『LIVE TOUR 2021 HOME』〈通常盤〉特典CD『Kis-My-Ft2 10th Anniversary Extra CD』                                           |

#### ユニット曲
| 曲名             | 作詞                         | 作曲                                                                      | JASRAC 作品コード | JASRAC 名義                             | 収録 | 備考                                    |
| ---------------- | ---------------------------- | ------------------------------------------------------------------------- | ----------------- | --------------------------------------- | --- | --------------------------------------- |
| No.1 Friend      | 821R                         | 馬飼野康二                                                                | 176-1436-8        | Kis-My-Ft2                              | DVD『Kis-My-Ft2 Kis-My-MiNT Tour at 東京ドーム 2012.4.8』〈初回生産限定盤〉特典CD『Kis-My-Zero2』 - 北山宏光&藤ヶ谷太輔                     |                                         |
| いつもありがとう | T.Fxxx                       | HusiQ.K                                                                   | 178-5325-7        | Kis-My-Ft2                              | |                                         |
| Kickin'it        | KOMU                         | Niclas Molinder Joacim Persson Johan Alkenas ドリュー・ライアン・スコット | 1D2-7384-5        | Kis-My-Ft2                              | アルバム『Kis-My-1st』 - 北山宏光&藤ヶ谷太輔&玉森裕太                                                                                       |                                         |
| Rocking Party    | HusiQ.K T.Fxxx               | Stephan Elfgren                                                           | 1C3-6144-9        | Kis-My-Ft2                              | アルバム『Goodいくぜ!』〈初回生産限定 Kis-My-Zero盤〉』特典CD『Kis-My-Zero3』 - 北山宏光&藤ヶ谷太輔&玉森裕太                                |                                         |
| FIRE!!!          | HusiQ.K T.Fxxx               | CHOKKAKU SYB IGGY                                                         | 1G0-4797-8        | Kis-My-Ft2 北山宏光 藤ヶ谷太輔          | アルバム『Kis-My-Journey』 - 北山宏光&藤ヶ谷太輔 アルバム『I SCREAM』〈完全生産限定 4cups盤〉 - 北山宏光&藤ヶ谷太輔（PV）                   |                                         |
| 証               | 江畑兵衛                     | 江畑兵衛                                                                  | 211-2368-3        | 北山宏光 藤ヶ谷太輔 Kis-My-Ft2          | アルバム『KIS-MY-WORLD』 - 北山宏光&藤ヶ谷太輔                                                                                              |                                         |
| & say            | T.Fxxx 栗原暁 JUN 久保田真悟 | HusiQ.K 栗原暁 久保田真悟                                                 | 219-4250-1        | Kis-My-Ft2 北山宏光 藤ヶ谷太輔          | アルバム『I SCREAM』 - 北山宏光&藤ヶ谷太輔                                                                                                  |                                         |
| スナック SHOW和  | 浅利進吾                     | 浅利進吾                                                                  | 221-1604-4        | Kis-My-Ft2 北山宏光 横尾渉 宮田俊哉     | シングル『Sha la la☆Summer Time』〈初回生産限定盤A〉 - 北山宏光&宮田俊哉&横尾渉                                                             | この中の1曲「チャラくNIGHT?」は北山ソロ |
| ZERO             | 月丘りあ子                   | Kento Takeda Christofer Erixon SHIKATA                                    | 1L7-7995-8        | 北山宏光&藤ヶ谷太輔&玉森裕太 Kis-My-Ft2 | シングル『You&Me』 - 北山宏光&藤ヶ谷太輔&玉森裕太 DVD/Blu-ray『LIVE TOUR 2018 Yummy!! you&me』初回盤特典スペシャルエディットCD - Kis-My-Ft2 |                                         |
| REAL ME          | 大沢圭一                     | 朴優尊                                                                    | 237-3047-1        | 北山宏光&藤ヶ谷太輔 Kis-My-Ft2          | アルバム『Yummy!!』 - 北山宏光&藤ヶ谷太輔                                                                                                   |                                         |
| Happy Birthday   | 小松レナ                     | Takuya Harada Christofer Erixon Josef melin                               | 1M0-8138-5        | 北山宏光&二階堂高嗣 Kis-My-Ft2          | シングル『LOVE』〈通常盤〉 - 北山宏光&二階堂高嗣                                                                                            |                                         |
| バクテリア       | SHIROSE from WHITE JAM       | SHIROSE from WHITE JAM Dazsta                                             | 252-7545-3        | 北山宏光&藤ヶ谷太輔 Kis-My-Ft2          | アルバム『To-y2』〈通常盤〉特典CD - 北山宏光&藤ヶ谷太輔                                                                                     |                                         |

#### 提供曲
| 曲名                     | 作詞     | 作曲    | JASRAC 作品コード | JASRAC 名義 | 収録                   |
| ------------------------ | -------- | ------- | ----------------- | ----------- | ---------------------- |
| 僕ハ君ナシデ愛ヲ知レナイ | HusiQ.K  | HusiQ.K | 245-2795-5        | Kis-My-Ft2  | アルバム『FREE HUGS!』 |
| 結 Yu                    | 北山宏光 |         |                   |             |                        |

## タイアップ
| 楽曲             | タイアップ                                     |
| ---------------- | ---------------------------------------------- |
| THE BEAST        | テレビ東京系ドラマ24『君が獣になる前に』主題歌 |
| in the Moonlight | CM:Knot「信じた道を」篇                        |

## 出演
役名の太字は主演

### テレビドラマ
- 美咲ナンバーワン!!（2011年1月12日 - 3月16日、日本テレビ） - 湊亮介 役[40]
- 美男ですね 最終話（2011年9月23日、TBS） - コンサートスタッフ 役
- ビギナーズ!（2012年7月12日 - 9月20日、TBS） - 立花団司 役[41]
- 幽かな彼女（2013年4月9日 - 6月18日、関西テレビ・フジテレビ） - 林邦彦 役[42]
- 裁判長っ!おなか空きました!（2013年10月5日 - 3月30日、日本テレビ） - 主演・新田正義 役[43][44]
- 家族狩り（2014年7月4日 - 9月5日、TBS） - 鈴木渓徳 役[45]
- 平成舞祭組男 第1話（2014年10月19日、日本テレビ） - パクパク製菓のCMタレント 役
- 一千兆円の身代金（2015年10月17日、フジテレビ） - 石崎学 役（友情出演）[46]
- サイレーン 刑事×彼女×完全悪女（2015年10月20日 - 12月15日、関西テレビ・フジテレビ） - 速水翔 役[47]
- ミリオンジョー（2019年10月10日 - 12月26日、テレビ東京） - 主演・呉井総市 役[48]
- でっけぇ風呂場で待ってます（2021年1月26日 - 4月6日、日本テレビ） - 主演・松見芯 役（佐藤勝利とW主演）[49]
- ただ離婚してないだけ（2021年7月8日 - 9月30日、テレビ東京） - 主演・柿野正隆 役[50]
- 正義の天秤（2021年9月25日 - 10月23日、NHK総合） - 杉村徹平 役[51]
  - 正義の天秤 season2（2023年5月6日 - 6月3日、NHK総合）[52][53]
- 卒業タイムリミット（2022年4月4日 - 5月12日、NHK総合） - 小菅泰治 役[54]
- 星新一の不思議な不思議な短編ドラマ『善良な市民同盟 前・後編』（2022年5月3日・10日、NHK BS4K・BSプレミアム） - 主演・守屋 役[55][56]
- 世にも奇妙な物語’22 夏の特別編（2022年6月18日、フジテレビ）「オトドケモノ」 - 主演・山辺タクヤ 役[57]
- 君が獣になる前に（2024年4月6日 - 6月22日、テレビ東京） - 主演・神崎一 役[58]
- DOCTOR PRICE（2025年7月6日 - 、読売テレビ・日本テレビ） - 依岡健 役[59]

### 映画
- トラさん〜僕が猫になったワケ〜（2019年2月15日公開） - 主演・高畑寿々男 役[16]

### 配信ドラマ
- 快感インストール（2020年12月4日 - 25日、dTV） - カズマ 役（原案も担当）[60]

### テレビ番組
- YOUたち!（2006年10月8日 - 2007年9月30日、日本テレビ）[61]
- J'J Kis-My-Ft2 北山宏光 ひとりぼっちインド横断 バックパックの旅（2012年7月 - 9月、日本テレビ）[15]
- いきなり!黄金伝説。 1カ月1万円生活（2013年4月、テレビ朝日）[62]
- 世界の日本人妻は見た!（2015年6月2日[注 1] - 2017年9月19日、MBS・TBS系列）[64]
- 憧れの仕事やってみました!（2017年7月3日[65]・12月26日[66]、フジテレビ） - MC
- 24時間テレビ43（2020年8月22日 - 23日、日本テレビ） - メインパーソナリティ[17]
- 北山宏光 NEW WORLD（2025年4月4日 - 、フジテレビTWOドラマ・アニメ）[67]

### ラジオ番組
- キスマイ 北山宏光 ナニキタ（2013年10月4日 - 2016年3月26日、ニッポン放送）[68]
- カープレミア presents 北山宏光のPremium Parking Area（2024年12月27日 - 2025年2月26日〈全3回〉、TBSラジオ）[69][70]

### CM
- NTTドコモ「FOMA」（2005年）[71]
- 日清フーズ 「palette」（2020年4月 - ）[72][73]
- ノット「Knot」（2022年1月 - ）[74]
- 森永乳業「inPROTEIN」（2022年4月 - ） - ウェブCM[75]
- プレミアグループ「カープレミア」（2024年4月 - ）- WEB CM[76]

### 舞台
- 滝沢演舞城 '08 命（LOVE）（2008年4月2日 - 27日、新橋演舞場） - 吉良上野介 役[77]
- 滝沢演舞城 '09 タッキー&Lucky LOVE（2009年3月29日 - 4月25日、新橋演舞場）[78]
- PLAYZONE 2009 〜太陽からの手紙〜（2009年7月11日 - 8月9日、青山劇場 / 8月21日 - 26日、梅田芸術劇場） - 主演（藤ヶ谷太輔・玉森裕太とトリプル主演）[79][80]
- みんなクリエに来てクリエ!2011 Part2 北山宏光×藤ヶ谷太輔 Special Live（2011年5月7日 - 11日・21日・22日、シアタークリエ）[81][82]
- 美男ですね（2011年10月8日 - 20日、赤坂ACTシアター / 10月24日 - 11月2日、 KAAT神奈川芸術劇場 / 11月6日 - 9日、森ノ宮ピロティホール / 11月24日 - 27日、キャナルシティ劇場） - 主演・桂木廉 役[13][14]
- 愛の唄を歌おう（2014年1月10日 - 1月21日、東急シアターオーブ / 1月25日 - 2月2日、オリックス劇場） - 主演・ヒロト 役（山口智充とW主演[83]）[84]
- 滝沢歌舞伎 10th Anniversary（2015年4月8日 - 5月17日、新橋演舞場 / 4月8日 - 5月17日、シンガポール　マリーナ・ベイ・サンズグランドシアター）[85]
- あんちゃん（2017年6月27日 - 7月23日、東京グローブ座 / 8月5日 - 8日、森ノ宮ピロティホール） - 主演・凌 役[86]
- THE NETHER（2019年10月11日 - 11月2日、東京グローブ座 / 11月7日 - 10日、森ノ宮ピロティホール） - 主演・モリス 役[87][88]
- Endless SHOCK（2022年9月5日 - 10月2日、博多座） - ヒロミツ 役[89][90][91][92]
  - Endless SHOCK・Endless SHOCK -Eternal-（2023年5月7日 - 31日、帝国劇場） - ヒロミツ 役（佐藤勝利とWキャスト）[93][94]
- 醉いどれ天使（2025年11月7日 - 23日〈予定〉、明治座 / 11月28日 - 30日〈予定〉、御園座 / 12月5日 - 14日〈予定〉、大阪新歌舞伎座） - 主演・松永 役[95]

### コンサート
- 関西ジャニーズJr. with 中山優馬 2011 春（2011年5月4日、大阪城ホール）[96]
- to HEROes 〜TOBE 1st Super Live〜（2024年3月14日 - 17日、東京ドーム）[97][98]
- to HEROes 〜TOBE 2nd Super Live〜（2025年3月6日・7日、東京ドーム / 4月6日・7日、京セラドーム大阪）[99][100]

### イベント
- Act for HOPE to HEROes PROJECT in TOKYO DOME（2024年8月11日、東京ドーム）[101][102]

### その他
- 『北山宏光』オリジナルフレーム切手シートセット（2024年2月8日 - 3月7日期間限定販売、郵便局）[103]

## 雑誌連載
- 東京ニュース通信社『TVガイド Alpha』「北山宏光の 次、どーする？（仮）」（2021年5月31日発売号 - 2023年8月31日発売号）[114][115][116]